# 인간에 대한 예의
《인간에 대한 예의》는 창작과비평사에서  1994년에 발간한 소설가 공지영의 단편소설 모음집이다.
이 책에는 그의 등단작인 〈동트는 새벽〉을 포함해 1988년 ~ 1993년 사이에 발표한 9개의 단편이 수록되어 있다.

## 작품 특성
이 책에는 《무소의 뿔처럼 혼자서 가라》로 유명해지기 이전에 각 문학 잡지에 공지영이 발표한 작품들이 실려있다.
대개 20대 중반 ~ 30대 초반의 여성 화자의 입장에서 서술하는 각 작품들은, 노동자 탄압, 비전향 장기수, 여성 억압, 농촌 황폐화, 지하 사회운동 조직 등 1980년대의 시대상이 직, 간접적으로 녹아 들어가 있다. 특히 그의 등단작인 〈동트는 새벽〉은 1980년대 노동 문학의 전형으로 보아도 손색이 없다.

## 수록 작품
총 9개의 작품이 수록되어 있다.
- 〈사랑하는 당신께〉(샘이깊은물 1993년 12월호)
- 〈꿈〉(창작과비평 1993년 가을호)
- 〈인간에 대한 예의〉(실천문학 1993년 여름호)
- 〈무엇을 할 것인가〉(문예중앙 1993년 봄호)
- 〈무거운 가방〉(한길문학 1992년 여름호)
- 〈절망을 건너는 법〉(샘이깊은물 1991년 4월호)
- 〈잃어버린 보석〉(문예중앙 1990년 여름호)
- 〈손님〉(한국문학 1989년 1월호)
- 〈동트는 새벽〉(창작과비평 1988년 가을호)

## 출판
현재 《인간에 대한 예의》는 초판과 개정판이 나온 상태이다.
- 초판 : 창작과비평사, 1994년 6월 1일  ISBN 8936436309
- 개정판 : 창작과비평사, 2006년 10월 25일 ISBN 8936436953

두 판 사이에 내용 및 해설상의 차이는 없으며, 개정판에는 책 말미에 작가의 개정판 후기가 수록되어 있다.